# Tvärån, Umeå kommun
Tvärån (ovanför Forslundagymnasiet Kullabäcken) är ett vänsterbiflöde till Umeälven som rinner upp i området kring Piparbölesjön cirka 10 km nordväst om Umeå.

## Lopp och biflöden

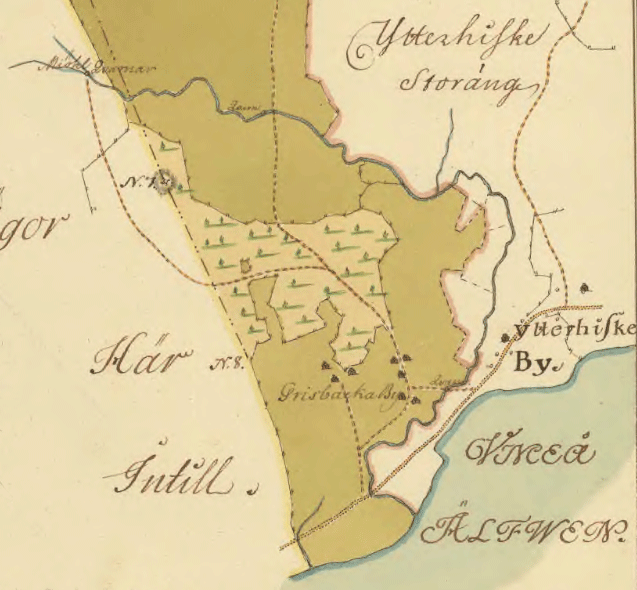
Karta från gränsbestämning 1775, då Tvärån i sin nedre del utgjorde gräns mellan byarna Grisbacka och Ytterhiske.

Efter utflödet ur Piparbölesjön och den mycket näraliggande Kullasjön passerar Kullabäcken väster om Nyåkersberget och byn Tjälamark. Vid Tjälamark tar bäcken emot vattnet från Hamptjärnen. Efter att ha bytt namn till Tvärån förenar sig vattendraget vid Västerslätt med Klockarbäcken, som bland annat avvattnar Prästsjön. Tvärån fortsätter mellan stadsdelarna Västerslätt och Rödäng och vidare mellan de gamla byarna Grisbacka och Ytterhiske innan den mynnar i Umeälven vid Lundåkern. 
Idag utgör Tvärån gräns mellan stadsdelarna Backenområdet och centrala stan.

## Etymologi
Tvärån kan ursprungligen ha hetat Hisk(e) och skulle i så fall ha givit namn åt den gamla byn Hiske, sedermera uppdelad i Ytterhiske och Västerhiske. Denna tolkning av namnet Hiske anses emellertid vara mindre sannolik än hypotesen att Hiske ursprungligen var ett namn på en ö i Umeälvens mynning.

## Kvarnar
På en karta från 1693 är tre kvarnar utsatta vid nedre Tvärån, vilket förmodligen är de första kvarnarna i Umeå. I början av 1700-talet hade Grisbackaborna två skvaltkvarnar med en gemensam damm vid Kvarnbron. Sedan dammen sköljts bort byggdes 1757 en ny kvarn av ett konsortium. År 1795 byggdes en ny hjulkvarn, som blev socknens första tullmjölkvarn, alltså en kvarn där ägarna fick mala även åt andra. Den hade sex par stenar. 1833 byggdes på samma plats en ny kvarn. 
På grund av minskande vattentillförsel under mitten av 1900-talet uppstod problem att hålla verksamheten igång. År 1962 såldes kvarnen till Umeå kommun, som rev den samma år. På platsen byggdes en betongbro för gång- och cykeltrafik, Kvarnbron.

## Fiske
I ån har tidigare funnits två dammar som utgjort vandringshinder. Den ena var den gamla kvarndammen vid Kvarnbron som nu har ersatts med en tröskel. Den andra ligger vid Forslundagymnasiet och har kompletterats med en bäck förbi dammen. Det innebär att havsöring nu kan gå upp från Umeälven in i Tvärån. I ån finns också harr och gädda.

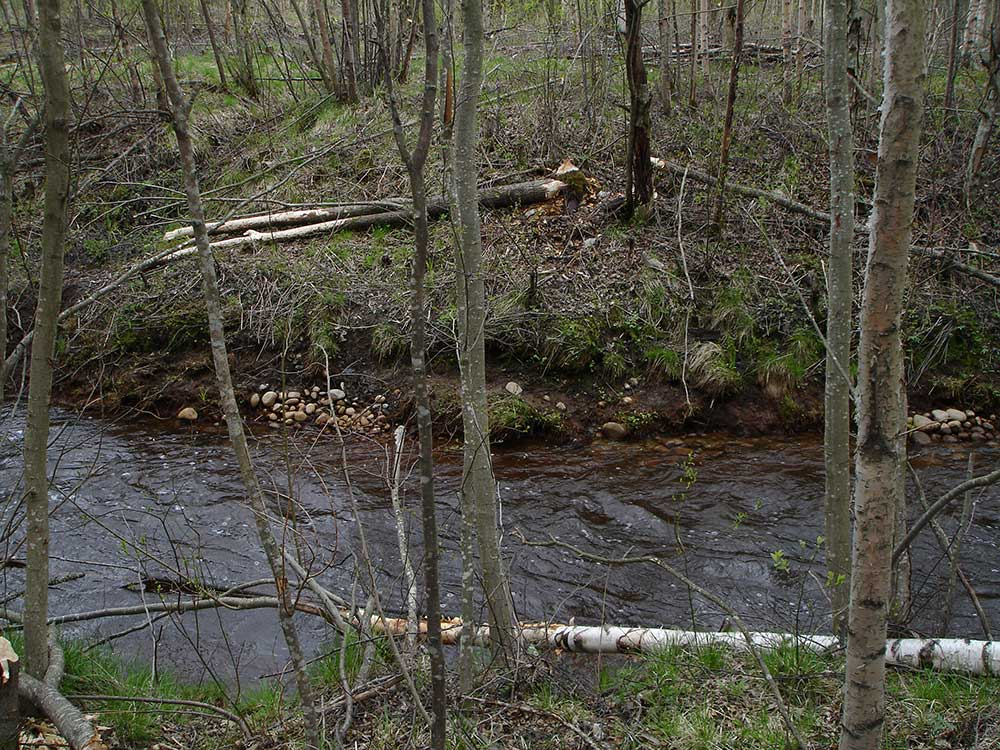
Tvärån vid Västerslätts industriområde, med bävergnagda träd på andra sidan.
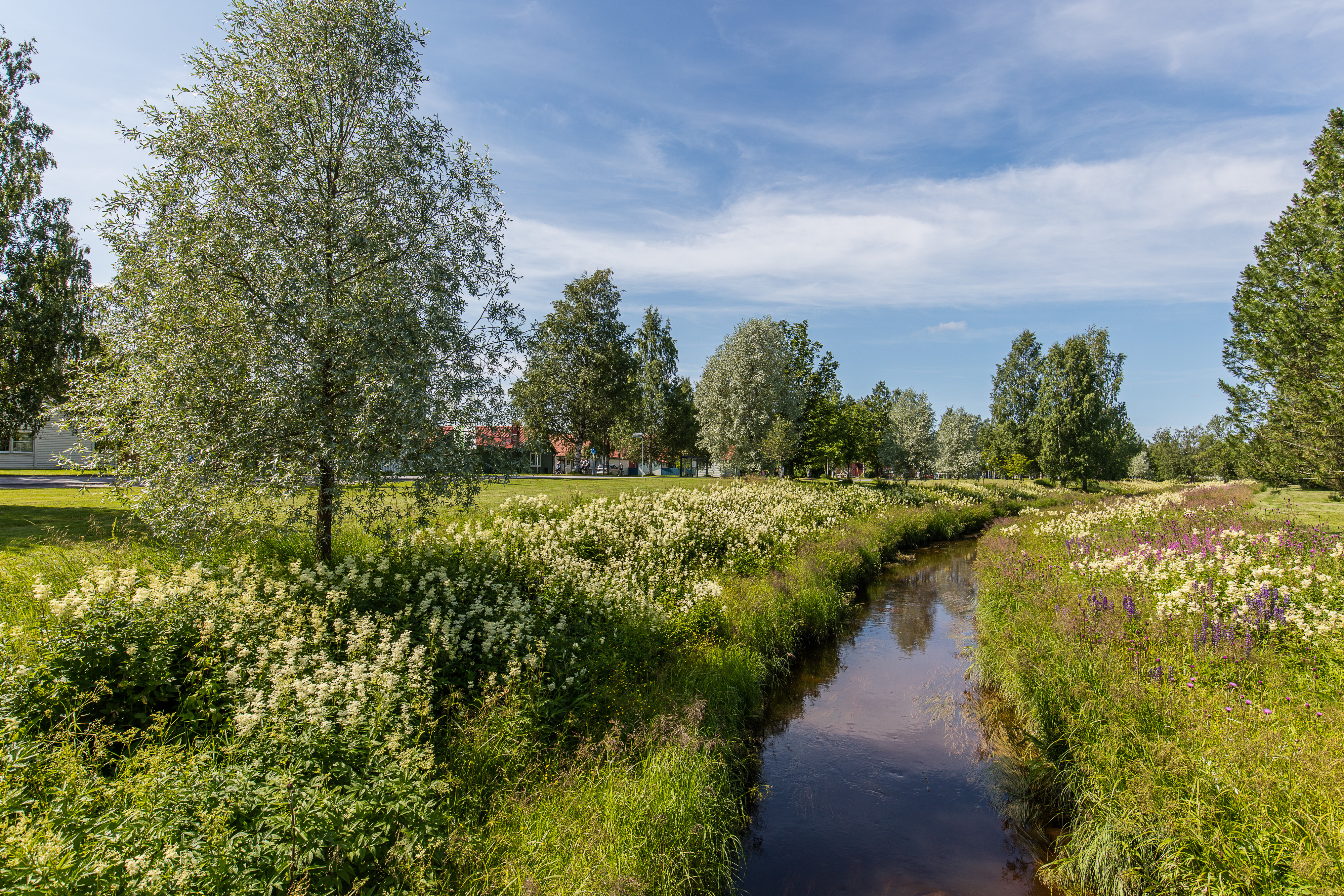
Tvärån vid Rödäng.
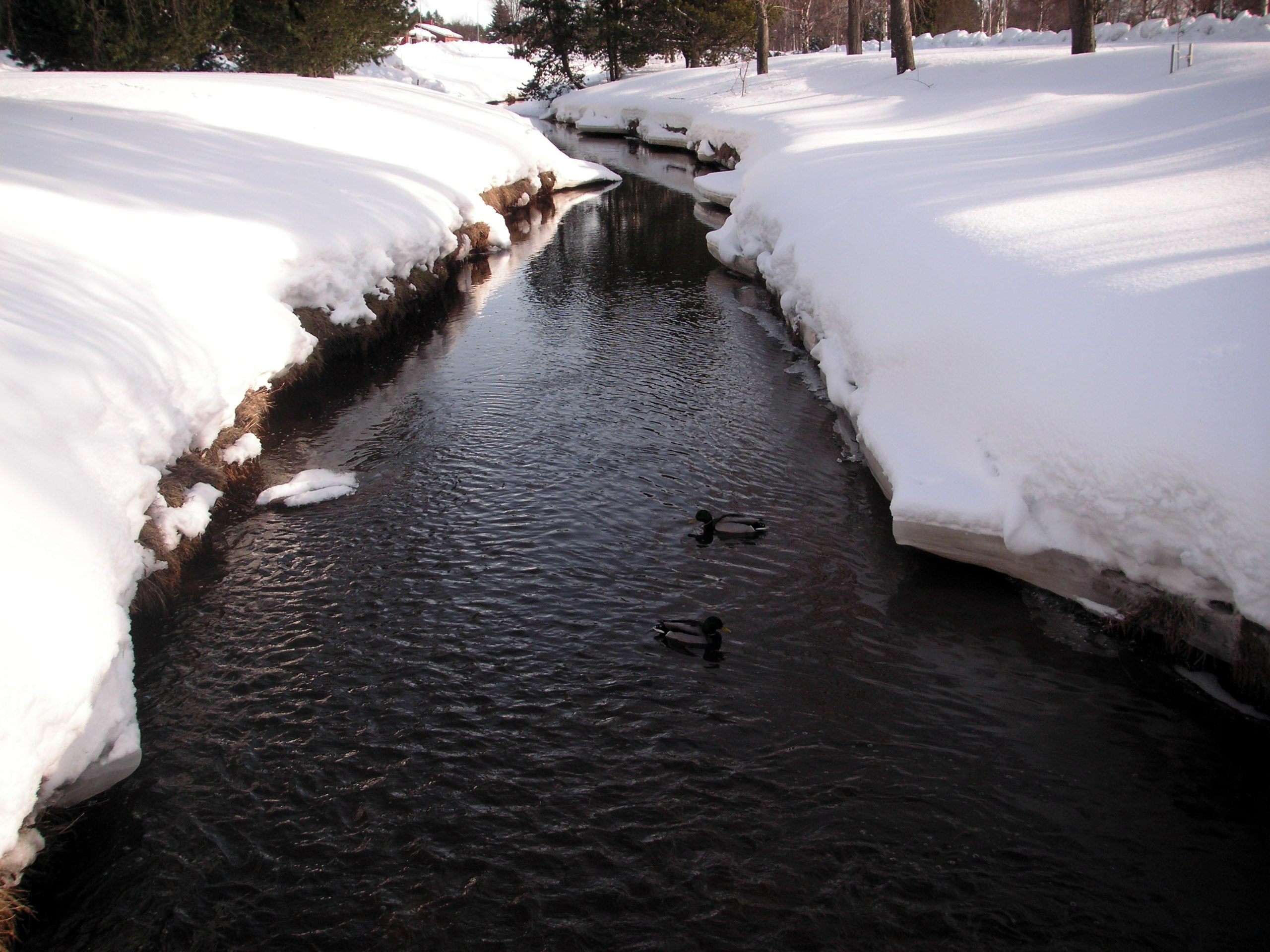
Tvärån vid Rödäng.
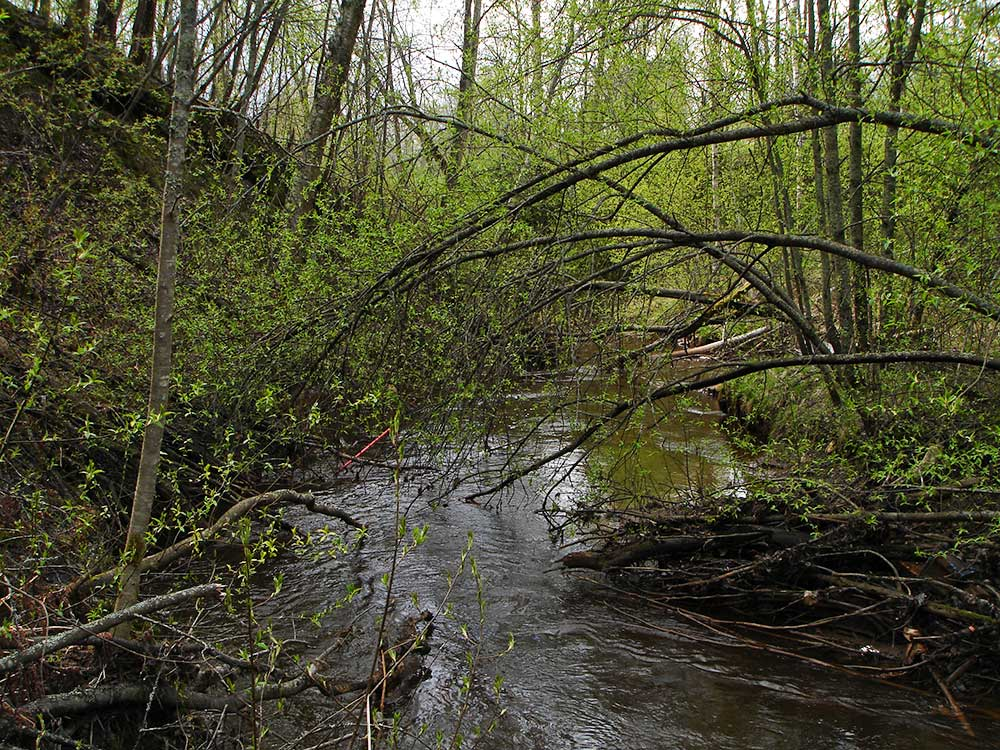
Tvärån nedströms Kvarnbron.